# Olympische Sommerspiele 1968/Teilnehmer (Schweden)
| Gelbes Symbol für Goldmedaillen mit stilisierten Olympischen Ringen | Graues Symbol für Silbermedaillen mit stilisierten Olympischen Ringen | Braundes Symbol für Bronzemedaillen mit stilisierten Olympischen Ringen |
| ------------------------------------------------------------------- | --------------------------------------------------------------------- | ----------------------------------------------------------------------- |
| 2                                                                   | 1                                                                     | 1                                                                       |

Schweden nahm an den Olympischen Sommerspielen 1968 in Mexiko-Stadt mit einer Delegation von 100 Athleten (86 Männer und 14 Frauen) an 95 Wettkämpfen in 13 Sportarten teil. 
Die schwedischen Sportler gewannen zwei Goldmedaillen sowie je eine Silber- und Bronzemedaille, womit Schweden den 20. Platz im Medaillenspiegel belegte. Olympiasieger wurden der Pentathlet Björn Ferm und die Segler Ulf, Peter und Jörgen Sundelin in der 5,5-Meter-Klasse. Fahnenträger bei der Eröffnungsfeier war der Kanute Rolf Peterson.

## Teilnehmer nach Sportarten

### Boxen
- Kjell Fredriksson
Bantamgewicht: in der 1. Runde ausgeschieden

- Carl-Axel Palm
Federgewicht: in der 1. Runde ausgeschieden

### Fechten
Männer
- Orvar Lindwall
Degen: 17. Platz
Degen Mannschaft: 9. Platz

- Lars-Erik Larsson
Degen: im Viertelfinale ausgeschieden
Degen Mannschaft: 9. Platz

- Dicki Sörensen
Degen: in der 1. Runde ausgeschieden
Degen Mannschaft: 9. Platz

- Carl von Essen
Degen Mannschaft: 9. Platz

- Rolf Edling
Degen Mannschaft: 9. Platz

Frauen
- Kerstin Palm
Florett: 5. Platz

### Gewichtheben
- Bo Johansson
Mittelschwergewicht: 4. Platz

- Ove Johansson
Schwergewicht: Wettkampf nicht beendet

### Kanu
Männer
- Rolf Peterson
Einer-Kajak 1000 m: 5. Platz

- Lars Andersson
Zweier-Kajak 1000 m: 5. Platz

- Gunnar Utterberg
Zweier-Kajak 1000 m: 5. Platz

- Per Larsson
Vierer-Kajak 1000 m: 4. Platz

- Hans Nilsson
Vierer-Kajak 1000 m: 4. Platz

- Tord Sahlén
Vierer-Kajak 1000 m: 4. Platz

- Åke Sandin
Vierer-Kajak 1000 m: 4. Platz

- Ove Emanuelsson
Einer-Canadier 1000 m: 6. Platz

- Bernt Lindelöf
Zweier-Canadier 1000 m: 5. Platz

- Eric Zeidlitz
Zweier-Canadier 1000 m: 5. Platz

Frauen
- Ing-Marie Svensson
Einer-Kajak 500 m: 7. Platz

### Leichtathletik
Männer
- Anders Gärderud
800 m: im Vorlauf ausgeschieden
1500 m: im Vorlauf ausgeschieden

- Ove Berg
1500 m: im Vorlauf ausgeschieden

- Bo Forssander
110 m Hürden: 6. Platz

- Bernt Persson
3000 m Hindernis: 10. Platz

- Jan-Erik Karlsson
3000 m Hindernis: im Vorlauf ausgeschieden

- Stefan Ingvarsson
20 km Gehen: 8. Platz
50 km Gehen: Rennen nicht beendet

- Stig Lindberg
20 km Gehen: 15. Platz
50 km Gehen: 5. Platz

- Örjan Andersson
20 km Gehen: 21. Platz
50 km Gehen: 13. Platz

- Kenneth Lundmark
Hochsprung: 22. Platz

- Kjell Isaksson
Stabhochsprung: 10. Platz

- John-Erik Blumqvist
Stabhochsprung: 19. Platz

- Lars-Olof Höök
Weitsprung: 14. Platz

- Ricky Bruch
Diskuswurf: 8. Platz

- Åke Nilsson
Speerwurf: 6. Platz

- Lennart Hedmark
Zehnkampf: 11. Platz

Frauen
- Ulla-Britt Wieslander
100 m: im Vorlauf ausgeschieden
80 m Hürden: im Vorlauf ausgeschieden

- Karin Lundgren
200 m: im Vorlauf ausgeschieden
400 m: im Halbfinale ausgeschieden

- Gunilla Cederström
Weitsprung: 21. Platz
Fünfkampf: Wettkampf nicht beendet

### Moderner Fünfkampf
- Björn Ferm
Einzel: Gold 
Mannschaft: wegen Dopings von Hans-Gunnar Liljenwall disqualifiziert

- Hans Jacobson
Einzel: 16. Platz
Mannschaft: wegen Dopings von Hans-Gunnar Liljenwall disqualifiziert

- Hans-Gunnar Liljenwall
Einzel: wegen Dopings disqualifiziert
Mannschaft: wegen Dopings disqualifiziert

### Radsport
- Gösta Pettersson
Straßenrennen: Bronze 
Bahn 4000 m Einerverfolgung: 17. Platz
Straße Mannschaftszeitfahren: Silber 
Bahn 4000 m Mannschaftsverfolgung: in der 1. Runde ausgeschieden

- Tomas Pettersson
Straßenrennen: 7. Platz
Straße Mannschaftszeitfahren: Silber 
Bahn 4000 m Mannschaftsverfolgung: in der 1. Runde ausgeschieden

- Erik Pettersson
Straßenrennen: 35. Platz
Straße Mannschaftszeitfahren: Silber 
Bahn 4000 m Mannschaftsverfolgung: in der 1. Runde ausgeschieden

- Curt Söderlund
Straßenrennen: 51. Platz

- Sture Pettersson
Straße Mannschaftszeitfahren: Silber 
Bahn 4000 m Mannschaftsverfolgung: in der 1. Runde ausgeschieden

- Josef Ripfel
Bahn 1000 m Zeitfahren: 22. Platz

### Ringen
- Roland Svensson
Bantamgewicht, griechisch-römisch: in der 2. Runde ausschieden

- Jan Karlsson
Leichtgewicht, griechisch-römisch: in der 3. Runde ausschieden
Leichtgewicht, Freistil: in der 2. Runde ausschieden

- Jan Kårström
Weltergewicht, griechisch-römisch: 6. Platz

- Bertil Nyström
Mittelgewicht, griechisch-römisch: in der 2. Runde ausschieden

- Per Svensson
Halbschwergewicht, griechisch-römisch: 4. Platz

- Ragnar Svensson
Schwergewicht, griechisch-römisch: 4. Platz

- Arne Robertsson
Schwergewicht, Freistil: in der 2. Runde ausschieden

### Schießen
- Waldemar Califf
Schnellfeuerpistole 25 m: 13. Platz

- Stig Berntsson
Schnellfeuerpistole 25 m: 39. Platz

- Leif Larsson
Freie Pistole 50 m: 21. Platz

- Börje Nilsson
Freie Pistole 50 m: 26. Platz

- Sven Johansson
Freies Gewehr Dreistellungskampf 300 m: 13. Platz
Kleinkalibergewehr Dreistellungskampf 50 m: 18. Platz
Kleinkalibergewehr liegend 50 m: 17. Platz

- Kurt Johansson
Freies Gewehr Dreistellungskampf 300 m: 17. Platz
Kleinkalibergewehr Dreistellungskampf 50 m: 20. Platz
Kleinkalibergewehr liegend 50 m: 26. Platz

- Sten Karlsson
Trap: 28. Platz

- Arne Karlsson
Skeet: 17. Platz

- Arne Orrgård
Skeet: 20. Platz

### Schwimmen
Männer
- Lester Eriksson
100 m Freistil: im Halbfinale ausgeschieden
200 m Freistil: im Vorlauf ausgeschieden
4-mal-100-Meter-Freistil-Staffel: im Vorlauf ausgeschieden
4-mal-200-Meter-Freistil-Staffel: 8. Platz
4-mal-100-Meter-Lagen-Staffel: im Vorlauf ausgeschieden

- Gunnar Larsson
200 m Freistil: im Vorlauf ausgeschieden
400 m Freistil: im Vorlauf ausgeschieden
1500 m Freistil: im Vorlauf ausgeschieden
4-mal-100-Meter-Freistil-Staffel: im Vorlauf ausgeschieden
4-mal-200-Meter-Freistil-Staffel: 8. Platz

- Ingvar Eriksson
200 m Freistil: im Vorlauf ausgeschieden
100 m Schmetterling: im Halbfinale ausgeschieden
4-mal-100-Meter-Freistil-Staffel: im Vorlauf ausgeschieden

- Sven von Holst
400 m Freistil: im Vorlauf ausgeschieden

- Bo Westergren
100 m Schmetterling: im Halbfinale ausgeschieden
4-mal-100-Meter-Freistil-Staffel: im Vorlauf ausgeschieden
4-mal-100-Meter-Lagen-Staffel: im Vorlauf ausgeschieden

- Hans Ljungberg
200 m Rücken: im Vorlauf ausgeschieden
200 m Lagen: im Vorlauf ausgeschieden
400 m Lagen: im Vorlauf ausgeschieden
4-mal-200-Meter-Freistil-Staffel: 8. Platz

- Olle Ferm
200 m Lagen: im Vorlauf ausgeschieden
400 m Lagen: im Vorlauf ausgeschieden
4-mal-200-Meter-Freistil-Staffel: 8. Platz

- Hans Tegeback
100 m Rücken: im Vorlauf ausgeschieden
4-mal-100-Meter-Lagen-Staffel: im Vorlauf ausgeschieden

- Thomas Johnsson
100 m Brust: im Halbfinale ausgeschieden
200 m Brust: im Vorlauf ausgeschieden
4-mal-100-Meter-Lagen-Staffel: im Vorlauf ausgeschieden

- Peter Feil
100 m Schmetterling: im Vorlauf ausgeschieden
200 m Schmetterling: 5. Platz

Frauen
- Elisabeth Berglund
100 m Freistil: im Halbfinale ausgeschieden
200 m Freistil: im Vorlauf ausgeschieden
4-mal-100-Meter-Freistil-Staffel: im Vorlauf ausgeschieden

- Lotten Andersson
100 m Freistil: im Vorlauf ausgeschieden
200 m Schmetterling: im Vorlauf ausgeschieden
4-mal-100-Meter-Freistil-Staffel: im Vorlauf ausgeschieden

- Vera Kock
100 m Freistil: im Vorlauf ausgeschieden

- Elisabeth Ljunggren-Morris
400 m Freistil: 8. Platz
800 m Freistil: im Vorlauf ausgeschieden
4-mal-100-Meter-Freistil-Staffel: im Vorlauf ausgeschieden

- Ingrid Gustavsson
4-mal-100-Meter-Freistil-Staffel: im Vorlauf ausgeschieden

- Yvonne Brage
100 m Brust: im Vorlauf ausgeschieden
200 m Brust: im Vorlauf ausgeschieden

### Segeln
- Arne Åkerson
Finn-Dinghy: 7. Platz

- John Albrechtson
Star: 9. Platz

- Ulf Norrman
Star: 9. Platz

- Peter Kolni
Flying Dutchman: 9. Platz

- Jörgen Kolni
Flying Dutchman: 9. Platz

- Gunnar Broberg
Drachen: 6. Platz

- Lennart Eisner
Drachen: 6. Platz

- Sven Hanson
Drachen: 6. Platz

- Bengt Palmquist
Drachen: 6. Platz

- Pelle Petterson
Drachen: 6. Platz
Flying Dutchman: 9. Platz

- Ulf Sundelin
5,5-m-R-Klasse: Gold

- Jörgen Sundelin
5,5-m-R-Klasse: Gold

- Peter Sundelin
5,5-m-R-Klasse: Gold

### Turnen
Männer
- Christer Jönsson
Einzelmehrkampf: 47. Platz
Boden: 46. Platz
Pferdsprung: 30. Platz
Barren: 39. Platz
Reck: 19. Platz
Ringe: 51. Platz
Seitpferd: 85. Platz

- Finn Johannesson
Einzelmehrkampf: 71. Platz
Boden: 77. Platz
Pferdsprung: 54. Platz
Barren: 74. Platz
Reck: 94. Platz
Ringe: 32. Platz
Seitpferd: 80. Platz

- Evert Lindgren
Einzelmehrkampf: 76. Platz
Boden: 100. Platz
Pferdsprung: 37. Platz
Barren: 65. Platz
Reck: 68. Platz
Ringe: 93. Platz
Seitpferd: 39. Platz

Frauen
- Marie Lundqvist-Björk
Einzelmehrkampf: 48. Platz
Boden: 56. Platz
Pferdsprung: 49. Platz
Stufenbarren: 55. Platz
Schwebebalken: 57. Platz

- Rose-Marie Holm
Einzelmehrkampf: 50. Platz
Boden: 68. Platz
Pferdsprung: 46. Platz
Stufenbarren: 43. Platz
Schwebebalken: 62. Platz

- Solveig Egman-Andersson
Einzelmehrkampf: 59. Platz
Boden: 70. Platz
Pferdsprung: 42. Platz
Stufenbarren: 47. Platz
Schwebebalken: 76. Platz

### Wasserspringen
Männer
- Tord Andersson
3 m Kunstspringen: 7. Platz
10 m Turmspringen: 11. Platz